# Ахметово (Абзелиловский район)
Ахме́тово (баш. Әхмәт) — деревня в Абзелиловском районе Республики Башкортостан Российской Федерации. Входит в состав Кирдасовского сельсовета.

## География

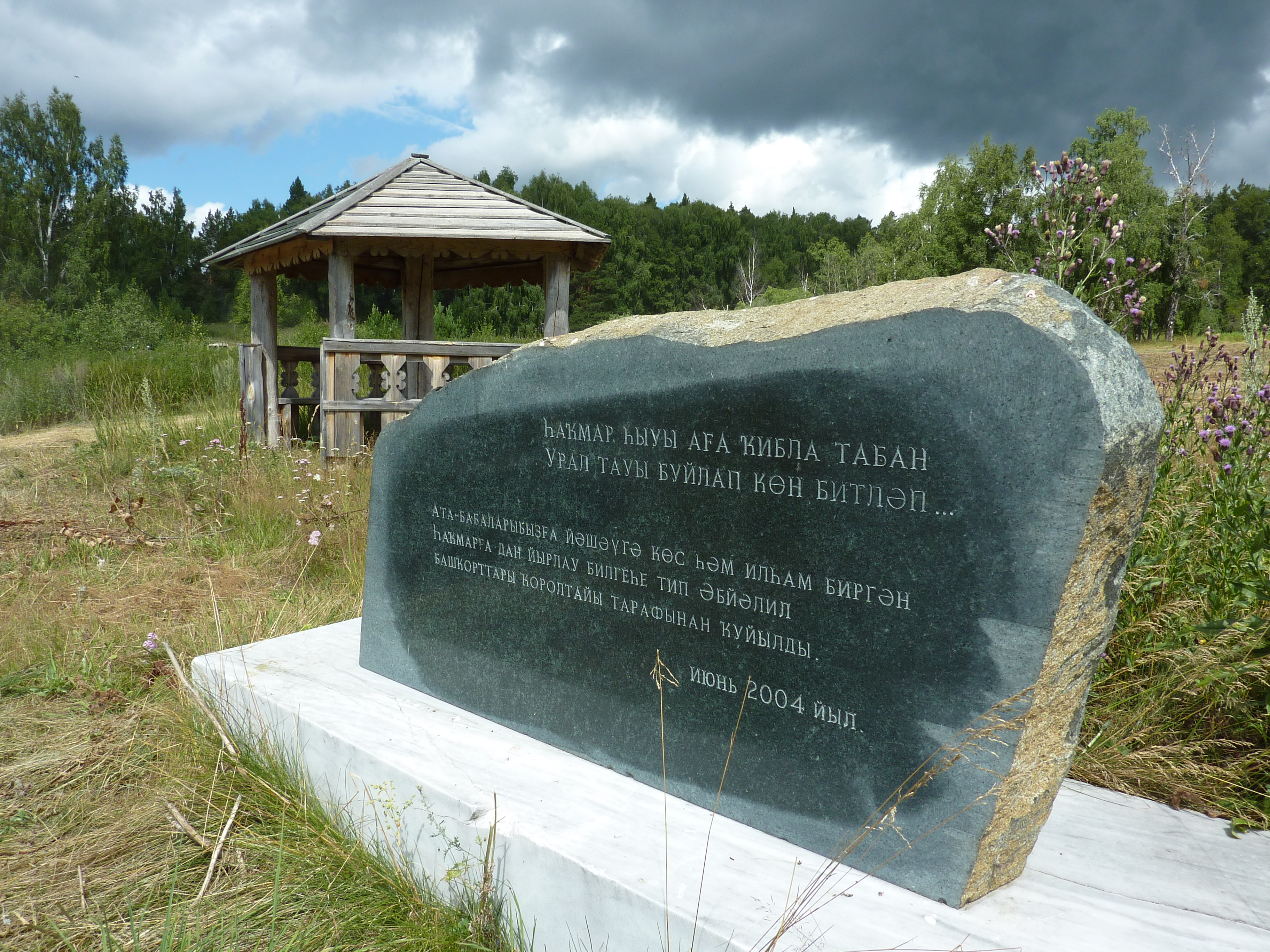
Исток реки Сакмары находится неподалёку от Ахметова

Находится на левом берегу реки Сакмары.

### Географическое положение
Расстояние до:
- районного центра (Аскарово): 34 км,
- центра сельсовета (Кирдасово): 6 км,
- ближайшей железнодорожной станции (Магнитогорск-Пассажирский): 100 км.

## Население
| 1968 | 2002 | 2009 | 2010 |
| ---- | ---- | ---- | ---- |
| 235  | ↘151 | ↗166 | ↘145 |

Согласно переписи 2002 года, преобладающая национальность — башкиры (100 %).

## Известные уроженцы, жители
- Ягафарова Айсылу Шайхутдиновна (р. 3 сентября 1948) — башкирский детский писатель и драматург.